# Toshihiko Seko
Toshihiko Seko (jap. 瀬古利彦, Seko Toshihiko; * 15. Juli 1956 in Kuwana) ist ein ehemaliger japanischer Langstreckenläufer, der in den 1980er Jahren zu den weltbesten Marathonläufern zählte.

## Leben
Viermal gewann er den Fukuoka-Marathon (1978–1980, 1983) und zweimal den Boston-Marathon (1981, 1987). Außerdem siegte er beim Tokyo International Men’s Marathon 1983, beim London- und Chicago-Marathon 1986. Mit seinem Sieg beim Biwa-See-Marathon 1988 wurde er zum dritten Mal japanischer Meister (zuvor hatte er den Titel mit seinen Siegen in Fukuoka 1979 und 1983 errungen).
Bei den Olympischen Spielen konnte er nicht ganz an diese Erfolge anknüpfen. 1984 in Los Angeles belegte er im Marathon den 14. Platz, 1988 in Seoul wurde er Neunter.
1981 stellte er innerhalb eines Rennens zwei Weltrekorde auf der Bahn auf. Er lief 30.000 Meter in 1:29:18,8 h und passierte auf dem Weg die 25.000-Meter-Marke in 1:13:55,8 h. Beide Rekorde hatten über 30 Jahre lang Bestand, ehe sie von dem Kenianer Moses Cheruiyot Mosop gebrochen wurden.
Als Gastläufer beim Ōme-Marathon über 30 km stellte er mit 1:29:32 h einen Streckenrekord auf, der erst 2019 von dem Kenianer Ezekiel Cheboitibin unterboten wurde.
Toshihiko Seko ist 1,70 m groß und wog zu Wettkampfzeiten 62 kg. Er arbeitet als Trainer für das S&B Food Track Team und war Mitglied im Beraterstab für die Bewerbung Tokios um die Ausrichtung der Olympischen Sommerspiele 2016.

## Bestleistungen
- 5000 m: 13:24,29 min, 11. Juli 1986, London
- 10.000 m: 27:42,17 min, 2. Juli 1985, Stockholm
- 20.000 m: 57:48,7 min, 11. Mai 1985, Odawara (Asienrekord)
- 25.000 m: 1:13:55,8 h, 22. März 1981, Christchurch (ehemaliger Weltrekord)
- 30.000 m: 1:29:18,8 h, 22. März 1981, Christchurch (ehemaliger Weltrekord)
- 30-km-Straßenlauf: 1:28:52 h, 1. März 1987, Nagoya
- Marathon: 2:08:27 h, 26. Oktober 1986, Chicago